# Marinel Sumook Ubaldo
Marinel Sumook Ubaldo (1997) is een klimaatactiviste uit de Filipijnen die in mei 2019 meehielp aan de organisatie van de eerste klimaatstaking voor jongeren in haar land en de organisatie van de protesten in de Filipijnen tijdens de Global Climate Strike op 20 september 2019. Ze getuigde als gemeenschapsgetuige voor de Filippijnse mensenrechtencommissie als onderdeel van hun onderzoek of de effecten van de klimaatverandering kunnen worden beschouwd als schendingen van de mensenrechten van de Filippino's.

## Biografie
Marinel's vader is een visser en ze groeide op in een rustig kustdorp 1000 kilometer ten zuidoosten van Manilla. Ubaldo werd in 2012 jeugdleider bij Plan International waarbij ze kennis maakte met de basisprincipes van klimaatverandering en werd opgeleid om in gemeenschappen en scholen de studenten en bewoners voor te lichten over de oorzaken van klimaatverandering. Ze was zestien jaar toen de supertyfoon Haiyan in november 2013 over haar woonplaats raasde. Marinel en haar familie overleefden de storm maar verloren hun hebben en houden. Voor haar was hierbij meteen het bewijs van de klimaatverandering geleverd.

## Activisme
Marinel Ubaldo was een van de vijf jonge klimaatactivisten die in 2015 uitgenodigd was op de Klimaatconferentie van Parijs.
Ubaldo pleit voor een verbod op plastic voor eenmalig gebruik, het terugdringen van de CO2-uitstoot en investeringen in hernieuwbare energie. In oktober 2019 woonde Ubaldo een training voor klimaatleiderschap bij in Yokohama, Japan, opgericht door Al Gore. Ze sprak ook op verschillende Japanse universiteiten. Ubaldo zegt dat fossiele brandstofbedrijven de reactie op klimaatverandering niet mogen dicteren maar dat ze optimistisch blijft dat er strategieën kunnen worden ontwikkeld om de effecten van klimaatverandering te verzachten.